# 런던 지하철 1992년식 차량
런던 지하철 1992년식 전동차(영어: London Underground 1992 Stock)는 런던 지하철의 센트럴선과 워털루 & 시티 선에서 운행 중인 통근형 전동차이다.

## 제조
1992년식 열차는 3대의 1986년식 시제 열차에 대한 대규모 시운전을 거쳐 영국 철도 공학 유한회사(BREL)(ABB, 이후 ADtranz, 현 봄바디어 트랜스포테이션 산하)에서 센트럴선용으로 제조했다. 그럼에도 불구하고, 이 차량의 도입은 많은 기술적 문제가 있었다.
85대의 열차는 BREL로부터 주문되었으며, 각각 4대 2량 편성으로 구성되어 있다(2량에는 운전실이 있고, 나머지는 shunting controls이 장착되어 있다). 1993년 4월에 운행을 시작하자마자, 새로운 장치들은 2년 후에 완전히 퇴역되었던 이전의 런던 지하철 1962년식 전동차를 대체했다.(이 열차는 더비 리처치 레인 웍스에서 제작되었다.
열차 추진은 ABB와 브러시 트랙션의 컨소시엄에 의해 제조되었으며, 다양한 제어 장치를 연결하는 광섬유 네트워크를 특징으로 하는 마이크로프로세서 제어 견인장치의 첫 번째 예 중 하나이다. LT130 유형의 DC 견인 전동기에는 별도의 필드가 있으며, GTO(게이트 턴 오프) 사이리스터를 통해 제어된다.

### 워털루 & 시티 선 편성

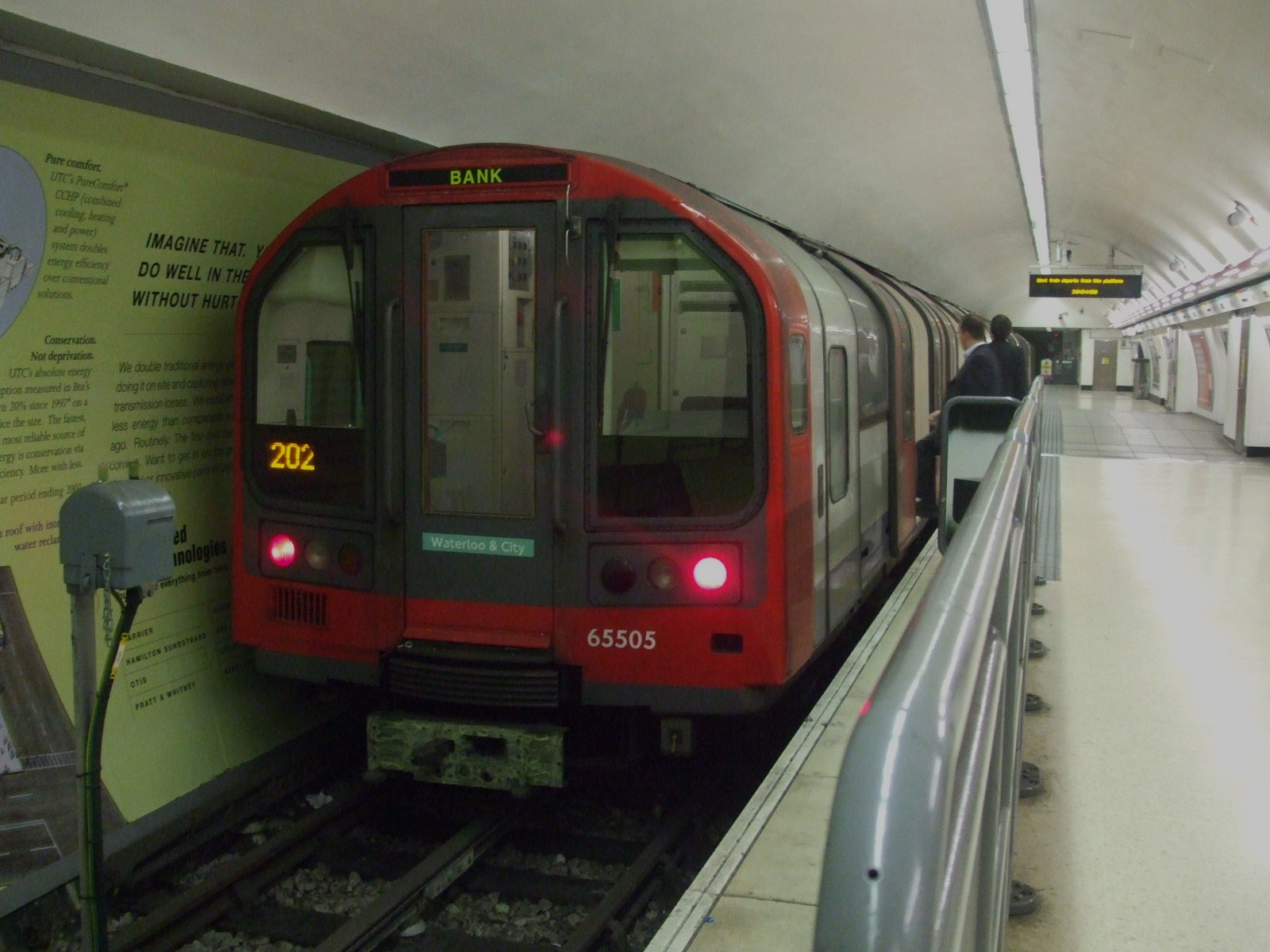
뱅크역의 워털루 & 시티 선 열차

최초 건설이 끝난 후, 브리티시 레일의 워털루 & 시티 선에 10대의 2량 차량이 추가로 제조되었는데, 당시는 국가 철도 네트워크의 일부였다. 이 열차는 노선과 열차의 운행이 런던 지하철로 이관되는 1994년 4월 1일까지 482형으로 지정되었다. 차량은 기본적으로 센트럴선에서 사용되는 차량과 동일하다. 주된 차이점은 ATO/ATP 대신 트립콕(trip-cocks)이 보호를 위해 사용된다는 것이다.
런던 교통국과 메트로넷은 2006년 4월부터 9월까지 5개월 동안 터널과 철도 차량에 대한 개조작업을 위해 워털루 & 시티 선을 폐쇄했다. 이 노선의 제한적인 접근은 차량이 12년 전 도입 이후 처음으로 지상에 진입한 것을 의미했다. 이 열차의 개축은 차량 도입 이후 사용된 네트워크 사우스이스트 도색 대신 런던 지하철식 흰색, 빨간색, 파란색 도색을 하였다.

## 운영
1992식은 ATO(자동열차운행)와 ATP(자동열차보호)를 모두 갖추고 있어 열차가 스스로 운전할 수 있게 된다. ATO는 ATP가 궤도에서 전자 코드를 감지하여 이를 운전실에 공급하여 목표 속도 제한을 표시하는 동안 열차를 운행하는 역할을 한다. 이 기능은 세 가지 위치(자동, 코드화 수동, 제한 수동) 중 하나로 설정할 수 있는 운전석의 스위치를 통해 구성된다.
자동(Automatic) 모드에서는 ATO와 ATP가 모두 완전하게 작동한다. 기관사는 열차가 출발할 준비가 되었을 때 문을 여닫고 한쌍의 "시작" 버튼을 누르기만 하면 된다. 그런 다음 기관사는 시스템 작동을 감독하는 임무를 맡게 되며 언제든지 개입할 수 있다. ATO는 원하는 목표 속도까지 열차를 제어하며, ATP는 최대 안전 속도를 초과할 경우 비상 제동 장치를 적용할 준비가 되어 있다.
코드화 수동(Coded Manual) 모드에서는 ATO가 비활성화되고 기관사가 수동으로 열차를 운행하지만, ATP는 여전히 궤도의 코드를 감지하여 기관사의 행동을 제한한다. 1992년식 속도계는 두 가지 속도를 보여주는 수평 스트립 설계로, 열차가 실제로 이동하는 속도를 나타내는 현재 속도(녹색 표시)와 열차가 주행해야 하는 속도를 나타내는 목표 속도를 나타낸다. 자동 또는 코드화 수동 모드에서 실행 중일 때는 목표 속도가 항상 활성화되지만, 후자 모드에서는 목표 속도가 증감하는지 여부에 따라 목표 속도 변화가 상향 또는 하향으로 표시된다. 기관사가 목표 속도를 초과하면 알람이 울리고 열차가 목표 속도보다 낮을 때까지 비상 제동 장치가 자동으로 작동된다. 그런 다음 알람이 중지된다.
제한적 수동(Restricted Manual) 모드에서는 열차가 18 km/h (11 mph)를 초과할 수 없으며 전동기는 16 km/h (10 mph)에서 자동으로 차단된다. ATO와 ATP는 모두 비활성화되고 기관사는 신호에 따라 열차를 전체적으로 운행한다. 이 모드는 ATP 또는 신호 장애가 있거나 ATP가 사용되지 않는 차량기지(웨스트 루이슬립, 헤이너트에서 사용된다. 본선에서 ATO 운전하는 것은 열차 기관사가 신호에 장애가 발생한 구간을 주행하는 것과 동일하다.

## 안내방송
1992년식은 런던 지하철 최초로 DVA(디지털 음성 안내)를 처음으로 도입하였다.2003년까지 DVA의 성우는 당시 BBC 저널리스트이자 앵커인 자넷 메이요(Janet Mayo)였고, 이후 '소니아(Sonia)'라는 별명이 붙었는데, 일부 기관사들은 이 안내방송의 반복성이 '신경을 거슬리게 한다'고 생각했기 때문이다.
초기의 안내방송 형식은 아래와 같다.:
- 뉴버리 파크 경유 헤이노 방면 동행 열차, 뱅크역 진입시.
"This is Bank. Change for Northern, District and Circle lines, Docklands Light Railway and Network SouthEast services. … This train terminates at Hainault via Newbury Park."
(이 역은 뱅크입니다. 노던선, 디스트릭트선, 서클선, 도클랜즈 라이트 레일웨이, 네트워크 사우스 이스트 서비스로 갈아타실수 있습니다. … 이 열차는 이 열차는 뉴버리 파크를 경유하여 헤이노에 종착합니다.)
- 워털루 & 시티 선은 차량 도입 당시 네트워크 사우스이스트의 일부였으며, 1994년 런던 지하철에 노선 인수를 반영하여 원본 음원은 수정되지 않았다.
- 노팅힐게이트역 진입시:
"The next station is Notting Hill Gate. Change for District and Circle lines."
(다음 역은 노팅힐게이트입니다. 이 역에서 디스트릭트선, 서클선으로 갈아타실수 있습니다.)

현재의 안내방송 형식은 아래와 같다.:
- 뉴버리 파크 경유 헤이노 방면 동행 열차, 뱅크역 진입시.
"This is Bank. Please mind the gap between the train and the platform. Change here for the Circle, District, Northern and Waterloo & City lines, and the DLR. … This is a Central line train to Hainault via Newbury Park."
(이 역은 뱅크입니다. 열차와 승강장 사이의 간격을 주의하십시오. 이 역에서 서클선, 디스트릭트선, 노던선, 워털루 & 시티 선, DLR로 갈아타실수 있습니다. … 이 열차는 뉴버리 파크를 경유하여 헤이노로 가는 중앙 노선 열차입니다.)
- 노팅힐게이트역 진입시:
"The next station is Notting Hill Gate. Please mind the gap between the train and the platform. Change here for the Circle and District lines."
(다음 역은 노팅힐게이트입니다. 열차와 승강장 사이의 간격을 주의하십시오. 이 역에서 서클선과 디스트릭스선으로 갈아타실수 있습니다.)

2018년 1월, 2003년에 존재하지 않았던 새로운 노선 및 환승역(런던 오버그라운드, TfL 레일, 우드 레인역 건설 등)을 포함하도록, 특정 역에 대한 안내방송이 다시 개정되었다.

## 챈서리 레인 역 탈선사고
2003년 1월 25일 약 500명이 탑승한 1992년식 열차가 서행 챈서리 레인역에 진입하면서 탈선했다. 충돌로 인해 출입문 하나가 뜯겨 나가고 창문이 여러개 파손되었다. 32명의 승객이 경상을 입었다.
탈선의 원인은 기어박스 고장으로 인한 다섯째 객차의 최후방 견인 전동기의 분리가 원인인 것으로 파악되었다. 그 후 견인 전동기가 열차 위를 지날 때 나머지 부분에 충격을 받고, 앞의 대차가 탈선했다.
1992년식 열차 전체는 같은 날 오후 운행을 중단했고, 수정이 이루어질 때까지 센트럴선, 워털루 & 시티 선은 몇 주 동안 운행을 중단했다. 여기에는 느슨한 전동기가 궤도에 부딪혀 추가 손상을 야기하지 않도록 새 견인 전동기 볼트와 보조 브래킷을 장착하는 것이 포함되었다. 해당 노선은 2003년 3월 14일부터 단계적으로 다시 개통되었다.

## 개조

### 센트럴선
1992년식은 내·외부를 모두 새로 개조했다. 눈에 띄는 변경 사항으로는 새로운 시트 모켓, 조명 개선, 창틀 개선 등이 있다. 운전실 앞부분도 새롭게 개조되었다. 여기에는 침수 수리와 향후 작업 비용을 절감하도록 많은 부품을 단순한 설계로 교체한 것 등이 포함된다. 새로운 스타일의 프런트 엔드는 원래의 회색 대신 빨간색 패널로 쉽게 식별할 수 있다. 이 개조는 센트럴선에서 거의 20년 동안 운행한 이후 이루어졌다.

### 워털루 & 시티 선

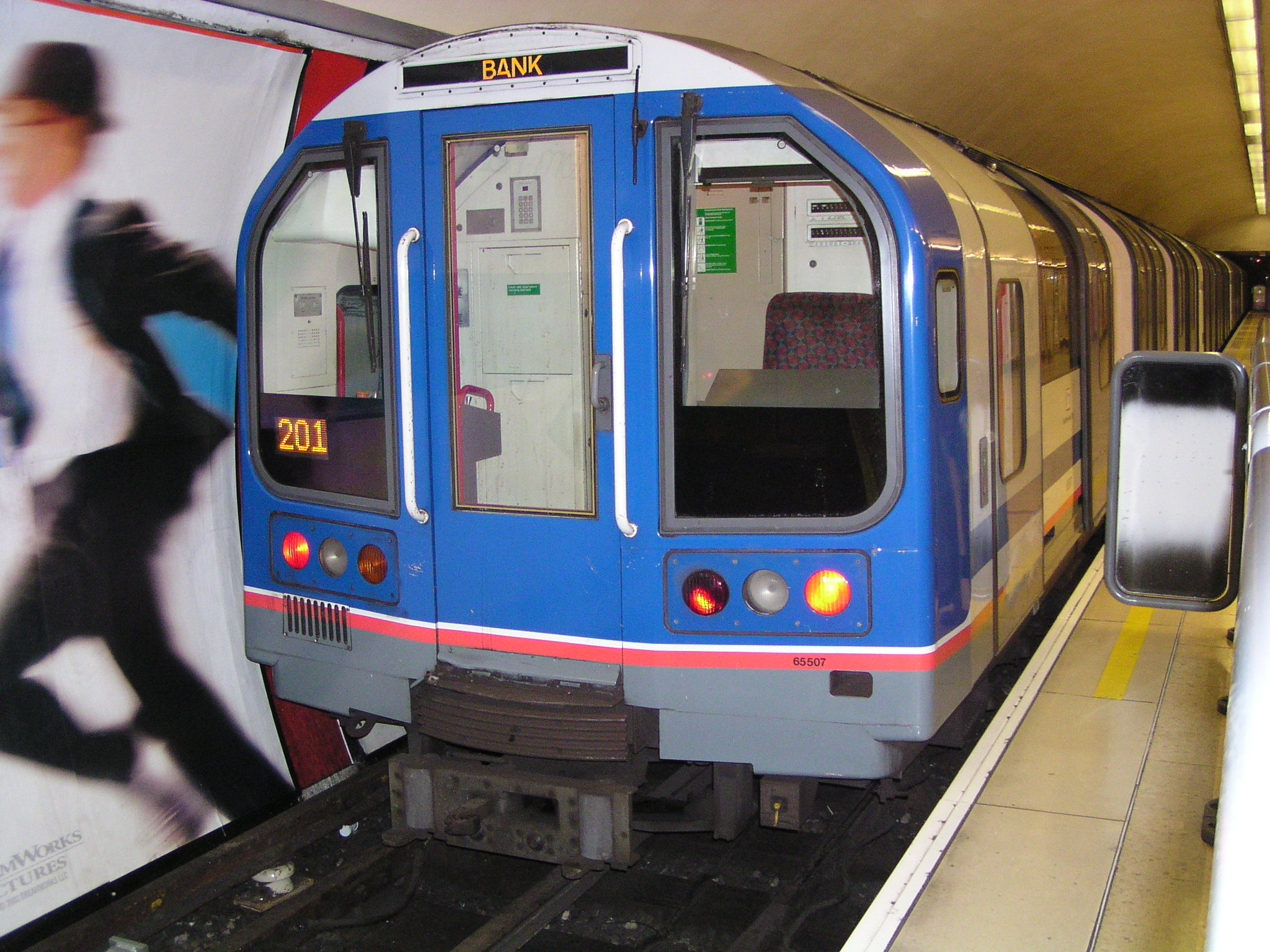
당시 네트워크 사우스이스트 도색이 되어있었던 워털루 & 시티 선 1992년식 열차. 이 노선의 모든 열차는 2006년에 표준 런던 지하철 도색으로 맞추었다.

2006년 워털루 & 시티 선은 선로 및 신호 개조 작업을 위해 몇 달 동안 폐쇄되었다. 이 기간 동안, 이 노선에서 사용 중이던 1992년식 열차는 워털루 차량기지에서 크레인을 통해 제거되었고, 도로를 통해 돈캐스터의 와브텍 레일까지 가져가 정비하였다. 외부적인 변화에는 아직 네트워크 사우스이스트 도색이 되어 있던 열차를 런던 지하철 도색으로 재도색하는 것이 포함되었다. 내부적으로는 난간을 센트럴선 빨간색에서 워털루 & 시티 선 옥색으로 다시 칠하고, 시트 모켓을 새로 설치하고 CCTV 카메라를 설치했다.

## 향후 대차
2014년 10월, 1992년식이 현재 '뉴 튜브 포 런던(New Tube for London)'으로 알려진 새로운 반관절식 열차로 대체될 것이라는 사실이 확인되었다. 이 열차는 베이컬루 선, 피카딜리 선, 센트럴선, 워털루 & 시티 선에 사용된다.